# Дэн против
Дэн против (англ. Dan Vs.) — американский мультсериал, созданный Дэном Мэндэлом и Крисом Пирсоном. Премьера сериала состоялась 1 января 2011 года на телеканале The Hub. Последняя серия первого сезона сериала Дэн против была показана 9 июля 2011 года. Показ второго сезона телесериала был начат 19 ноября 2011 года. Третий сезон стартовал 17 ноября 2012. Сериалу был присвоен рейтинг TV-PG.

## Сюжет
Главный герой мультфильма — парень по имени Дэн. Он — мизантроп, циник и параноик, который считает, что весь мир ополчился против него, из-за чего он снискал репутацию враждебного и асоциального человека. У Дэна есть верный и понимающий друг Крис, всегда готовый помочь ему в осуществлении его зачастую безумных планов мести. У Криса есть жена Элис, которую раздражает постоянное общение мужа с опасно-нестабильным Дэном, но, несмотря на это, она даже помогает им, если посчитает новую месть правильной или выгодной для себя. Её помощь порой бывает очень кстати, учитывая, что она — профессиональный секретный агент.
Действие сериала главным образом разворачивается в Лос-Анджелесе, штат Калифорния. На фоне довольно часто можно заметить основные достопримечательности Калифорнии. Дэн и Крис получили свои имена в честь создателей шоу.
Дэн также встречается в фанатских кроссоверах к мультсериалу «Дружба — это чудо» (где иногда предстаёт как олицетворение хейтеров My Little Pony), самый известный из которых — «Fluffle Puff Tales», выходящий на YouTube-канале FluffyMixer.

## Список эпизодов
| Сезон | Эпизоды | Дата выхода    | Дата выхода      |
| Сезон | Эпизоды | Первый эпизод  | Последний эпизод |
| ----- | ------- | -------------- | ---------------- |
| 1     | 22      | 1 января 2011  | 9 июля 2011      |
| 2     | 18      | 19 ноября 2011 | 23 июня 2012     |
| 3     | 13      | 17 ноября 2012 | 9 марта 2013     |

## Создание мультсериала
Первоначальная идея Мандела состояла в том, чтобы сделать сериал живым ситкомом, но новые возможности появились, как только они приступили к разработке анимационного сериала. Шоу транслировалось по различным каналам, включая Adult Swim.
Создатели сериала Дэн Мандель и Крис Пирсон задумали личности главных героев Дэна и Криса, свободно основывая их на собственных негативных качествах. Он заявил, что самоирония шоу с персонажем Дэном была частично вдохновлена работами Эвана Доркина. Пирсон однажды заявил, что он думал о персонаже Дэна как о «Кельвине из „Кельвина и Хоббса“, как о взрослом, если бы его жизнь пошла где-то неправильна».
Сериал анимирован в программе Adobe Flash. Дизайном персонажей занималась команда художников во главе с режиссёром Мэттом Дэннером при некотором участии Манделя и Пирсона. Вокальный состав был выбран путем прослушивания, состоящего сначала из предварительно записанных голосов за кадром, а затем из нескольких раундов обратных вызовов. Кертис Армстронг выделялся среди создателей как голос Дэна с самого начала процесса. Соавтор Дэн Мандель озвучивает много голосов персонажей в сериале.

### Отмена мультсериала
17 октября 2013 года Армстронг объявил на своей странице Facebook, что шоу было отменено. Его заявление гласило:
Кристиан Паредес, Джеймс Джонс и Ларри Рипер, среди прочих, были достаточно любезны, чтобы спросить об этом мультсериал «Дэн против», который я делал в течение последних трёх сезонов на телеканале «Discovery Family». Он был создан Крисом Пирсоном и Дэном Манделем, а также озвучили главных героев Дэйв Фоули и Пейджет Брюстер, давая действительно забавные выступления в качестве лучшего друга Дэна. «Дэн против» в этом году получил номинацию на премию «Эмми» за режиссуру для Дэна Энджела и был одним из моих любимых шоу. Он был отменен по непонятным и необъяснимым причинам, которые показывают такие шоу, как «Дэн против». Все отменяется. Я не могу этого объяснить, потому что мне это никогда не объясняли. Иногда я спрашивал о состоянии шоу, и мне говорили, что оно не отменено, но когда я спрашивал о деталях, были длинные, неловкие паузы, а затем переходили к другим темам, таким как погода или возможность закрытия правительства (это было предыдущее закрытие правительства, которое дает вам представление о том, как долго это продолжается). В конце концов, мне пришлось просто сдаться и жить дальше. На самом деле это не редкость в моем бизнесе. Вещи просто как бы исчезают, с заметным отсутствием закрытия. Вы не можете не зацикливаться на этом какое-то время, но в конце концов все это просто становится чем-то вроде ароматного воспоминания. Некоторые ароматы, конечно, слаще других: я рад сказать, что в случае с «Дэн против» он, в значительной степени по всем направлениям, хорош. Я любил всех, с кем работал, компания была великолепна, сеть поддерживала меня, и, конечно же, фанаты были бешеными и вокальными в своем энтузиазме. Он вышел на DVD, и это было весело, и вы действительно не можете просить больше, чем это.
Оригинальный текст (англ)
Christian Paredes, James Jones and Larry Reaper, among others, have been kind enough to ask about Dan Vs., the animated series I’ve been doing for the last few seasons on The Hub. It was created by Chris Pearson and Dan Mandel and also starred Dave Foley and Paget Brewster, giving truly funny performances as Dan’s best friend and wife respectively. Dan Vs. actually won an Emmy this year for direction for Dan Angel and was among my favorite past times. It has been canceled, for the baffling and inexplicable reasons that shows like Dan Vs. get canceled. I can’t really explain it because it has never been explained to me. Occasionally I would ask about the status of the show and be told that it wasn’t canceled, but when I would ask about specifics, there would be long, awkward pauses and then changes to other subjects, like the weather or the possibility of a government shut down (this was the previous government shutdown, which gives you an idea how long this has been going on.) Finally, I had to just give up and move on with my life. This is actually not uncommon in my business. Things just sort of fade away, with an noticeable absence of closure. You can’t help dwelling on it for a time, but eventually the whole thing just becomes a sort of fragrant memory. Some fragrances, of course, are sweeter than others: I’m happy to say that in the case of Dan Vs., they are, pretty much across the board, sweet. I loved everyone I worked with, the company was great, the network was supportive and, of course, the fans were rabid and vocal in their enthusiasm. The checks cleared, it’s out on DVD and it was fun and you can’t really ask for more than that.

## Трансляция
Премьера сериала состоялась 1 января 2011 года на канале «Discovery Family» ранее название «Hub Network» и закончил свой первый сезон 9 июля 2011 года. Второй сезон сериала начался 19 ноября 2011 года и продолжалось до 23 июня 2012 года. И позже сериал был продлен на третий сезон, премьера которого состоялась 17 ноября 2012 года и закончился 9 марта 2013 года.